# Giosuè Giuppone

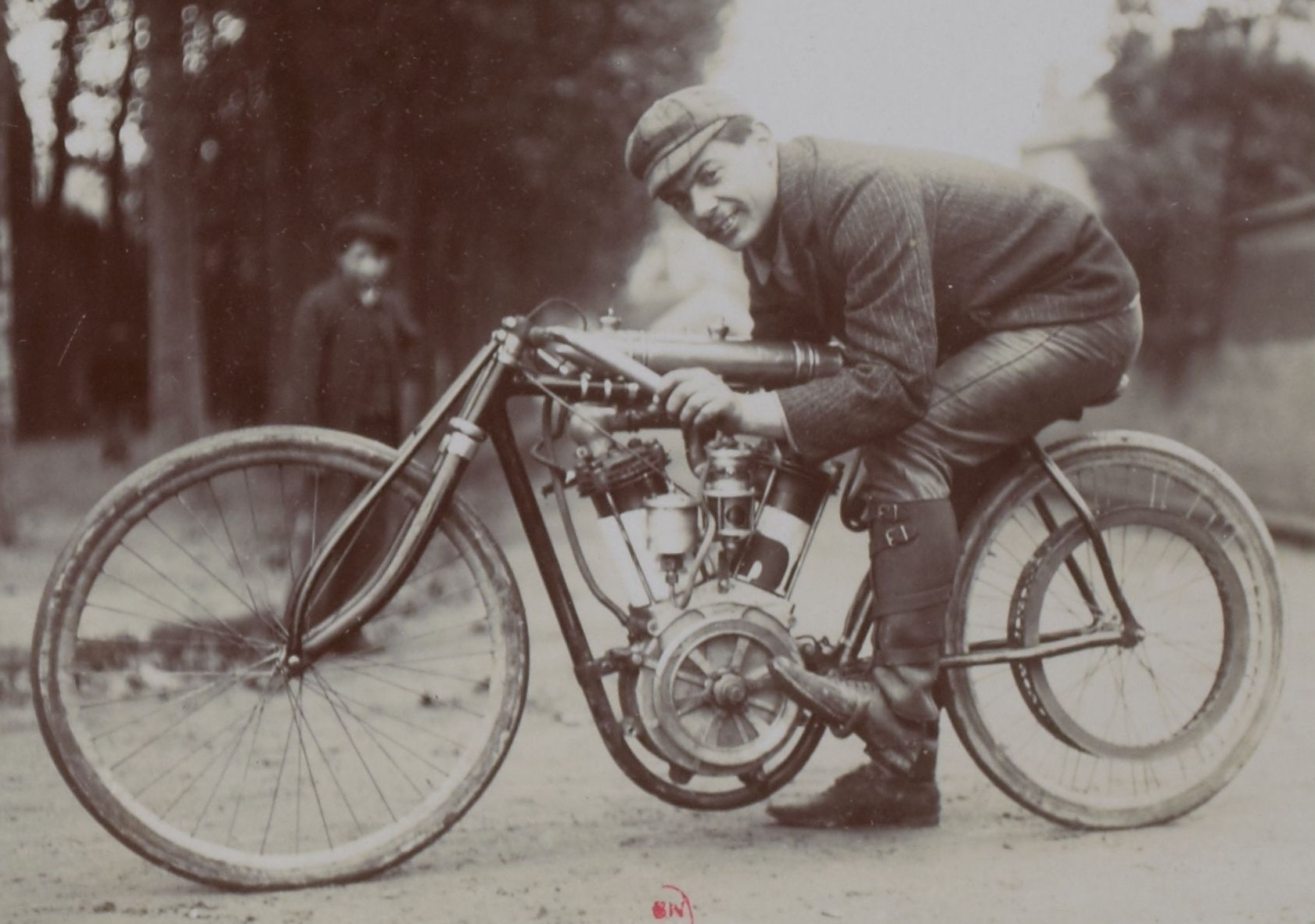
Giosuè Giuppone beim Kilometer von Dourdan im Oktober 1906 auf Peugeot V2.

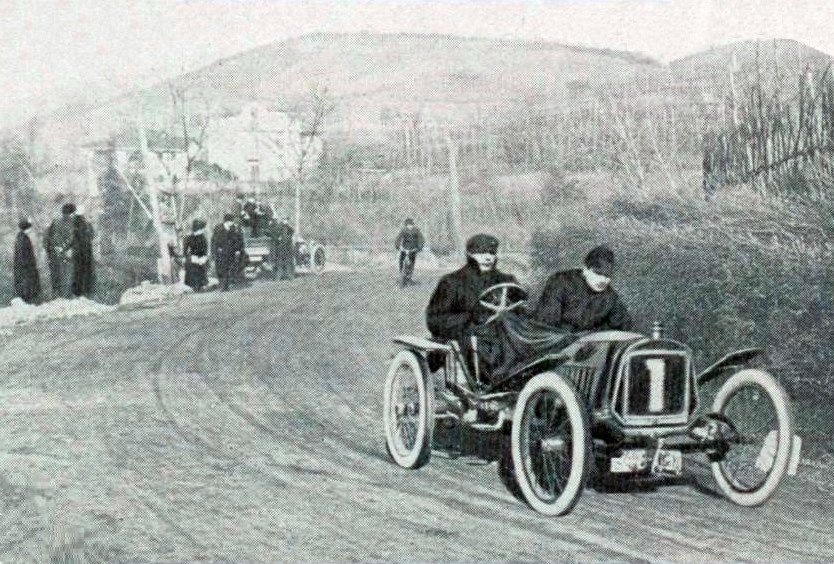
Giuppone bei seinem Sieg bei der Corsa Vetturette Torino im Januar 1908 in Turin.

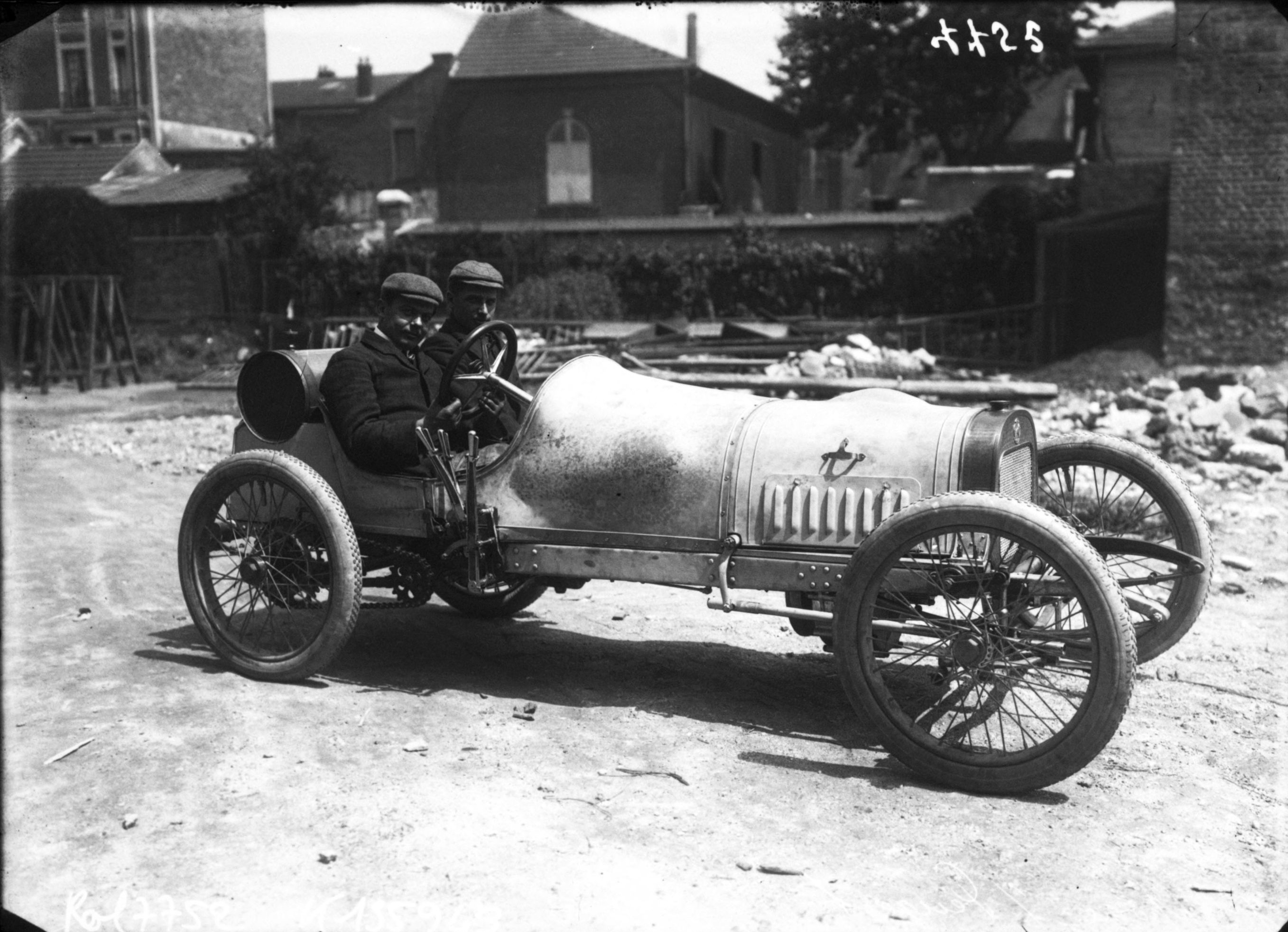
Giosuè Giuppone 1908 beim Grand Prix des Voiturettes in Dieppe.

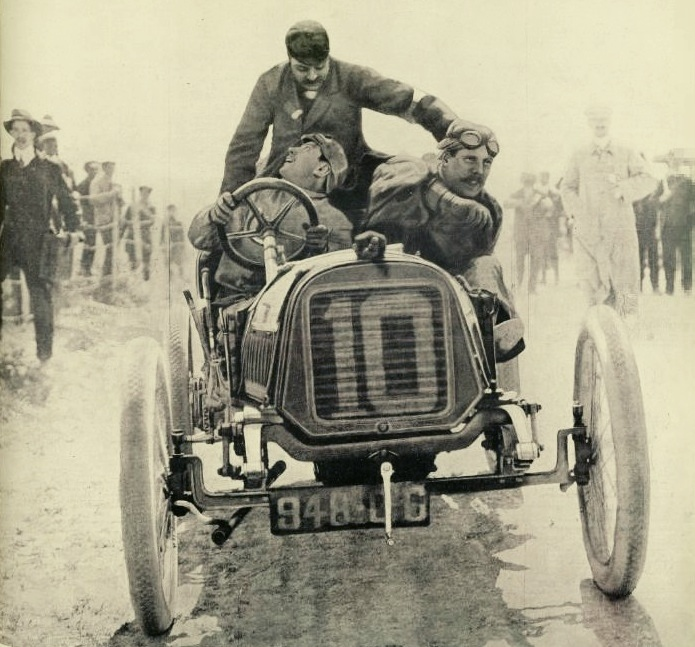
Giuppone bei der Corsa Vetturette Madonie im Mai 1908.

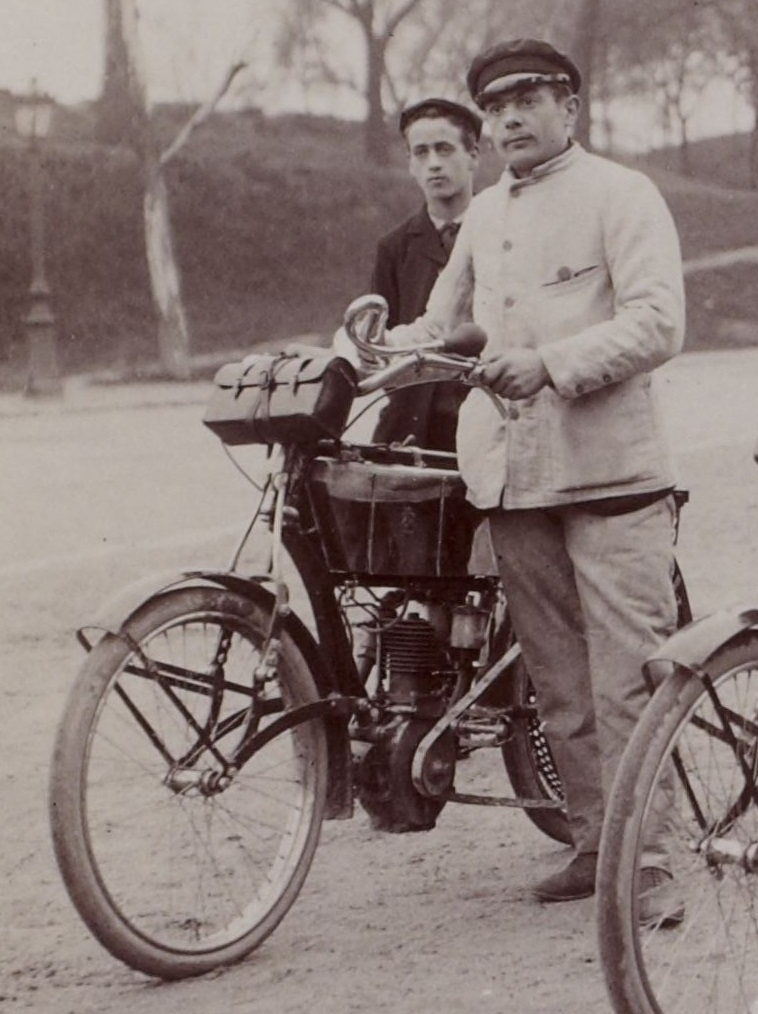
Giosue Giuppone mit einer Peugeot bei der Tour de France Motocycliste 1905.

Giosuè Giuppone (* 29. September 1878 in Borgosesia; † 16. September 1910 in Wirwignes) war ein italienischer Bahnradsportler, Motorrad- sowie Automobilrennfahrer und Weltrekordler.

## Werdegang
Giosuè Giuppone wurde 1878 in Agnona Sesia, einem Ortsteil von Borgosesia in der Provinz Vercelli im Nordwesten des Königreichs Italien geboren. Alternativ wird in einigen Quellen auch das Dorf Calco in der Lombardei als sein Geburtsort genannt. Giuppone zog in einer Jugend nach Turin und absolvierte eine Lehre als Mechaniker in einer Fahrradwerkstatt. Anfang des 20. Jahrhunderts war er als Bahnradfahrer erfolgreich. In den Jahren 1903 und 1904 gewann Giuppone die italienische Meisterschaft der Steher (Profis). Jahre später waren auch seine jüngeren Cousins Stefano und Serafino Giuppone bekannte Radsportler.

### Motorradsport
Infolge von Verletzungen, die er sich bei einem schweren Sturz zugezogen hatte und die eine lange Rekonvaleszenz erforderten, wechselte Giosuè Giuppone zum Motorradsport. Bei der Targa Rignano 1903 zwischen Padua und Bovolenta wurde er auf einer Peugeot Zweiter in seiner Klasse. Im folgenden Jahr feierte er bei diesem Rennen den Gesamtsieg. Dank der Hilfe der Gebrüder Picena, die in Turin eine Peugeot-Vertretung betrieben, wurde Giuppone von der französischen Marke als Monteur und Testfahrer eingestellt und wanderte nach Frankreich aus.
Als Peugeot-Werksfahrer belegte Giuppone 1905 hinter Alessandro Anzani den zweiten Platz bei der Coupe Hydra im Pariser Parc des Princes sowie bei der Coupe Internationale du Motocycle-Club de France. Bei der strapaziösen Tour de France Motocycliste 1905, einem 2.134 Kilometer langen Straßenrennen von Paris über Dijon, Saint-Etienne, Avignon, Marseille, Nîmes, Toulouse, Limoges und Orléans zurück nach Paris, wurde er hinter seinem Peugeot-Teamkollegen Henri Cissac auf einer Typ-Z-Maschine Zweiter in der Drittel-Liter-Kategorie. Beide Fahrer legten die Strecke damals komplett auf sich allein gestellt, ohne jegliche Hilfe von Mechanikern zurück.
Im selben Jahr stellte Giosuè Giuppone im Parc des Princes einen neuen Stundenweltrekord für Motorräder mit einem Gewicht von weniger als 50 Kilogramm (90,662 Kilometer; die 100 Kilometer legte er in 1 Stunde und 6 Minuten zurück) und ohne Gewichtsbeschränkung (102,368 Kilometer) auf.
Im Juni 1906 stellte er im belgischen Ostende auf einer Peugeot V2 mit 139,536 km/h einen neuen (inoffiziellen) absoluten Geschwindigkeitsrekord für Motorräder auf. Außerdem gewann er auch Le kilomètre et le mile à Dourdan vor Henri Cissac mit einer Zeit von 28 Sekunden und mit einer Geschwindigkeit von 128,571 km/h.

### Automobilsport
1907 wechselte Giosuè Giuppone zum Automobilsport und trat in die Firma Lion-Peugeot ein, die 1905 von Robert Peugeot und seinen beiden Brüdern unabhängig von der bereits bestehenden Firma Automobiles Peugeot gegründet worden war. Giuppone feierte in diesem Jahr auf einer Lion-Peugeot-Typ-VC-Voiturette bei der Coppa Lombardia einen Klassensieg und wurde Sechster bei der Coupe des Voiturettes in Rambouillet.
Im Jahr 1908 errang Giuppone für Lion-Peugeot drei Siege in verschiedenen Ländern Europas. Am 26. Januar gewann er die Corsa Vetturette Torino (auch Coppa del Re genannt) in Turin und schlug dabei seinen lebenslangen Freund Cissac, der einen Alcyon fuhr. Am 10. Mai desselben Jahres siegte Giuppone auf Sizilien bei der Corsa Vetturette Madonie, einem Zwei-Runden-Rennen auf dem 148,823 Kilometer langen Grande circuito delle Madonie. Ein weiterer Sieg gelang ihm am 28. Mai bei der Copa Catalunya in Sitges in Spanien. Zurück in Frankreich nahm Giuppone am Bergrennen am Mont Ventoux teil. Beim Grand Prix de Voiturettes auf dem Circuit de Dieppe wurde er 15., bei der Coupe des Voiturettes in Compiegne kam er nicht ins Ziel.
1909 war die beste Saison in Giuppones Automobilsportkarriere. Er gewann das Bergrennen Course de Côte de Baincthun in der Nähe von Boulogne-sur-Mer und kehrte am 26. April 1909 nach Sizilien zurück, um an der Corsa Vetturette Madonie auf der Madonie-Rennstrecke teilzunehmen. In Führung liegend ging seinem Lion-Peugeot weniger als fünf Kilometer vor dem Ziel das Benzin aus. Mit einem von einem Bauern zur Verfügung gestellten Fahrrad eilte er nach Palermo und kam mit einem Benzinkanister auf der Schulter zurück. Es gelang ihm, das Rennen wieder aufzunehmen, und hinter seinem Teamkollegen Jules Goux Zweiter zu werden. Nach Abschluss des Rennens wurde Giuppone nach der Beschwerden seines Konkurrenten Norman Olsen (De Dion-Bouton), der als Zweiter gewertet wurde, wegen Tanken an einem nicht genehmigten Ort auf den dritten Platz zurückversetzt. Später im Jahr gewann er die Coupe des Voiturettes, die in diesem Jahr um Boulogne-sur-Mer ausgetragen wurde. Danach wurde Giuppone Dritter bei der Coupe de Normandie in Caen und gewann die erste Ausgabe der Coupe d’Ostende.
Im September 1909 nahm Giuppone (nach Ernesto Gnesa) als Zweiter Italiener überhaupt – obgleich er als Franzose gemeldet hatte – an der Isle of Man TT teil. Er belegte auf seiner Peugeot-Motorrad den zwölften Platz im Rennen 500 Single & 750 Twin. Dies war das letzte Motorradrennen seiner Laufbahn.
Im Jahr 1910 wurde Giosuè Giuppone hinter Georges Boillot bei der Coppa Florio Vetturette Zweiter der Gesamtwertung. Weiterhin belegte er hinter Goux bei der Copa Catalunya in Sitges ebenfalls den zweiten Rang. Im August 1910 errang er seinen letzten Sieg beim Bergrennen Val de Cuech in Südfrankreich.

### Tödlicher Unfall
Giosuè Giuppone verunglückte am 16. September 1910 während des Trainings für die Coupe des Voiturettes – Coupe de l’Auto, die zwei Tage später auf dem etwa 37,6 km langen Kurs um Boulogne-sur-Mer ausgetragen werden sollte, tödlich. Gegen 17:30 Uhr war Giuppone mit seinem Lion-Peugeot V 4 C 3 mit etwa 100 km/h auf der Abfahrt durch das Dorf Wirwignes unterwegs, als zwei Radfahrer vor ihm die Straße überquerten. Beim Versuch auszuweichen, verlor er die Kontrolle über seinen Wagen. Das Auto überschlug sich mehrfach. Giuppone wurde herausgeschleudert und erlitt so schwere Kopfverletzungen, dass er noch am Unfallort für tot erklärt wurde. Sein Beifahrer Paul Péan wurde leicht verletzt. Einer der Radfahrer, der von Giuppones Wagen erfasst und in einen Graben geschleudert worden war, erlitt keine lebensbedrohlichen Verletzungen.
Giuppone wurde 31 Jahre alt. Er hinterließ keine Ehefrau oder Nachkommen. Ein Jahr nach dem Unglück wurde an der Unfallstelle östlich von Wirwignes, nahe der Brücke über die Liane ein Gedenkstein errichtet, der noch heute existiert. Er befindet sich direkt an der ehemaligen Route nationale 341, der heutigen Route départementale 341 (Koordinaten: 50° 40′ 51″ N, 1° 46′ 9″ O). Auf dem Stein ist zu lesen:

« A GIOSUE' GIUPPONE
MORT A CETTE PLACE
LE 16 SEPTEMBRE 1910
VICTIME D'UN ACCIDENT
AU COURS DES ESSAIS
POUR LA
COUPE DES VOITURETTES
DE 1910 »

„FÜR GIOSUÈ' GIUPPONE
AN DIESEM ORT GESTORBEN
AM 16. SEPTEMBER 1910
OPFER EINES UNFALLS
WÄHREND DES TRAININGS
FÜR DIE
COUPE DES VOITURETTES
VON 1910“

## Verweise